# American Dragon: Jake Long
American Dragon: Jake Long was een Amerikaanse animatieserie geproduceerd door de Walt Disney Television Animation. 
 De serie werd van 2005 tot 2007 in de Verenigde Staten uitgezonden, en telt in totaal 52 afleveringen. Vanaf 2 september 2006 verscheen de reeks op Ketnet in het Disney Festival. Vanaf 1 november 2009 wordt de serie ook in Nederland uitgezonden bij Jetix. Tegenwoordig is het in Nederland te zien op Disney XD. Een maand daarvoor was al de eerste aflevering van het eerste seizoen te zien tijdens een Sneak Peak aflevering bij Jetix.

## Verhaal
De serie draait om Jake Long, een tiener die afstamt van een lange lijn draken. Net als zijn voorouders kan hij veranderen in een draak. Hij moet de familietraditie voortzetten om magische wezens, die in het geheim tussen de mensen leven, te beschermen.
Jake woont in New York en is de eerste van zijn familie die in Amerika is geboren (vandaar de naam van de serie). Hij woont bij zijn ouders, zijn zevenjarige zusje, en zijn grootvader. Jakes vader is als enige niet op de hoogte van het feit dat Jake een draak is.

## Productie
American Dragon: Jake Long werd bedacht door Jeff Goode. De Walt Disney Company liet aanvankelijk een seizoen van 30 afleveringen maken. De serie werd uitgezonden op onder andere Disney Channel, Toon Disney en The Family Channel.
Voor het tweede seizoen nam Steve Loter de productie van de serie over. Hij liet voor dit seizoen de animaties van alle personages en achtergronden aan passen, wat echter niet in goede aarde viel bij de fans.

## Personages
- Jacob Lucas "Jake" Long  (Dante Basco): de protagonist van de serie. Hij is de eerste Amerikaanse draak in zijn familie, en heeft de taak de magische wezens van New York te beschermen. Hij is tevens een fanatiek skateboarder. Hij is een uitslover.
- Haley Long (Amy Bruckner): Jakes kleine zusje, die behoorlijk intelligent is voor haar leeftijd. Ze is eveneens een draak. Ze houdt ervan Jake op zijn fouten te wijzen.
- Luong Lao Shi (Keone Young): Jakes grootvader. Hij is een draakmeester, en Jakes mentor. Hij runt een elektronicazaak, welke als hoofdkwartier dient voor de draken.
- Fu Hond (John DiMaggio): een 600 jaar oude pratende Shar-Pei. Hij is al generaties lang een mentor van de draken. Hij heeft veel kennis van toverdranken.
- Trixie Carter (Miss Kittie): een van Jakes vrienden, en een van de weinige mensen buiten Jakes familie die zijn geheim kent. Ze is een modefanaat.
- Arthur "Spin" P. Spudinski (Charlie Finn): Jakes andere vriend. Hij is wat traag in de omgang, maar is eigenlijk een genie. Er zijn geruchten dat hij ook afstamt van het bovennatuurlijke. Zijn naam is in het Engels is Spud.
- Rose/Huntsgirl (Mae Whitman): Rose is een lid van de Huntsclan. Ze werd geboren als een van een tweeling, maar van haar familie gestolen door de huntsman. Jake heeft een oogje op haar, tot hij haar geheim ontdekt. Uiteindelijk verraadt ze de Huntsclan om Jake te helpen, waarna Jake voor haar met behulp van enkele magische schedels wenst dat ze nooit was ontvoerd en haar gewone leven terug kan krijgen.
- De Huntsman (Jeff Bennett): Jakes primaire vijand, en de leider van de Huntsclan. Hij komt aan zijn einde wanneer Rose wenst dat de Huntsclan ophoudt te bestaan.
- Professor Hans Boktor (Paul Rugg): Jakes leraar. Hij gelooft sterk in het bestaan van magische wezens, en ontdekt uiteindelijk Jakes geheim. Hij komt uit Duitsland vanwege zijn Duitse klank aan zijn stem. Soms speelt hij een slechte rol. Hij mag Jake Long niet.
- De Zwarte Draak (Clancy Brown): de grootste bedreiging voor de magische wereld. Hij neemt later in de serie de plaats in van de Huntsman als de primaire tegenstander van Jake. Hij wordt uiteindelijk verslagen door Jake en Rose.
- Jonathan Long (Jeff Bennett): Jake en Haleys Amerikaanse vader. Jonathan heeft geen enkel benul van het bestaan van magische wezen en al helemaal niet dat zijn kinderen draken zijn.
- Susan Long (Lauren Tom): Jake en Haleys Chinese moeder. De draken magie slaat telkens een generatie over, daarom zijn Luong Lao Shi (opa), Jake en Haley, Draken en zij zelf niet. Zij probeert om het bestaan van magische wezen geheim te houden van haar man, Jonathan.

## Noemenswaardige gastrollen
- Corey Burton als Sigmund Brock (aflevering The Rotwood Files)
- Nestor Carbonell als Cupid (aflevering The Love Cruise)
- Tia Carrere als Yan-Yan (aflevering Fu and Tell)
- Lacey Chabert als Jasmine (aflevering Dragon Breath)
- Diane Delano als Ogelvy (aflevering Fu Dog Takes a Walk)
- Jessica DiCicco als Danika Honeycut (afleveringen Siren Says en Being Human)
- Will Friedle als Greggy (aflevering Feeding Frenzy)
- Daryl Sabara als Hobie (aflevering Ring Around the Dragon)
- Monty Hall als Himself (afleveringen Eye of the Beholder en A Befuddled Mind)
- T'Keyah Crystal Keymah als Trixies mom (afleveringen Professor Rotwood's Thesis en Hairy Christmas)
- Tress MacNeille als Queen Lilliana (aflevering Bite Father, Bite Son)
- Wendie Malick als Aunt Patchouli (aflevering Adventures In Troll Sitting)
- Ron Masak als Marty (aflevering Family Business)
- Edie McClurg als The Tooth Fairy (aflevering Legend of Dragon Tooth)
- John C. McGinley als Dr. Diente (aflevering Legend of the Dragon Tooth)
- Phil Morris als Trixie's dad (aflevering Hairy Christmas)
- Paige Moss als Marnie Lockjelly (aflevering Bite Father, Bite Son)
- Laura Ortiz als Vicky (aflevering Siren Says)
- Liliana Mumy als Olivia Meers (afleveringen Fu and Tell en Switcharoo)
- Kay Panabaker als Lacey (aflevering Bring It On)
- Rob Paulsen als Thad Rochefort-Chaise (aflevering Jake Takes the Cake)
- Brenda Song als Tracey (aflevering Bring It On)
- Mindy Sterling als Mrs. Grumplestock (aflevering A Befuddled Mind)
- David Ogden Stiers als Narrator (aflevering The Talented Mr. Long)
- James Arnold Taylor als Sam Spark (aflevering Family Business)
- Kari Wahlgren als Silver (afleveringen The Hunted en Something Fishy This Way Comes)

## Afleveringen
| Seizoen   | Afleveringen | Uitgezonden in de Verenigde Staten | Uitgezonden in Nederland |
| --------- | ------------ | ---------------------------------- | ------------------------ |
| Seizoen 1 | 13           | 2005                               | 2009 – 2010              |
| Seizoen 2 | 26           | 2005 – 2006                        | 2010                     |

## In andere media
- De personages Jake, Spin, Trixie, Lao Shi, en Fu Hond hebben een gastrol in de serie Lilo & Stitch: The Series.
- Er bestaan twee computerspellen van de serie: Attack of the Dark Dragon voor de Nintendo DS, en Rise of the Huntsclan voor de Gameboy Advance.

## Stemmen (Nederlands)
- Jake – Florus van Rooijen
- Trixie – Sita Manichand
- Spud – Trevor Reekers
- Lao Shi – Victor van Swaay
- Fu Hond – Hero Muller
- Haley – Pip Pellens
- De Huntsman – Stan Limburg
- Rose/Huntsgirl – Meghna Kumar
- Prof. Boktor – Reinder van der Naalt
- Zwarte Draak – ?
- Jonathan Long – Edward Reekers
- Susan Long – Marloes van den Heuvel

## Gelijkenissen met The Life and Times of Juniper Lee
American Dragon: Jake Long lijkt sterk op de humoristische tekenfilm The Life and Times of Juniper Lee op Cartoon Network.
- Beide tekenfilms werden vanaf begin 2005 uitgezonden op de Amerikaanse televisie.
- Beide tekenfilms hebben een Amerikaans hoofdpersonage met Chinese roots en de initialen J.L.
- Jake Long heeft een pratende Shar-pei en Juniper Lee heeft een pratende mopshond.
- Jake Long heeft zwart haar met een groene schijn en Juniper Lee heeft zwart haar met een roze lok.
- Beide hoofdpersonages hebben magische krachten en moeten in het geniep monsters verslaan in hun stad. Jake wordt getraind door zijn grootvader en Juniper door haar grootmoeder.
- Jake Long heeft een excentriek zusje en Juniper Lee een excentriek broertje.